# Nokia X7
Nokia X7 Nokia X7 je multimediální smartphone se čtyřpalcovým dotykovým displejem AMOLED od společnosti Nokia. Uvedení na trh bylo ohlášeno ve druhém čtvrtletí roku 2011.

## Funkce
Nokia X7 Nokia X7 je multimediální telefon se čtyřpalcovým dotykovým displejem AMOLED a osmimegapixelovým fotoaparátem, který překvapivě postrádá autofocus. Smartphone je vybaven OS Symbian^3 s updatem Anna a stereoreproduktory. Podporuje Java MIDP 2.1, Flash Lite atd. 4palcový displej podporuje multitouch. Hudbu lze poslouchat klasickými sluchátky s konektorem 3,5 mm.
Telefon pracuje s operačním systémem Symbian^3 s updatem Anna.

## Hlavní vlastnosti
| Vlastnosti              | Specifikace                                                                    |
| ----------------------- | ------------------------------------------------------------------------------ |
| Operační systém         | Symbian^3 Anna                                                                 |
| GSM frekvence           | 850/900/1800/1900 MHz                                                          |
| UMTS frekvence          | 850/900/1700/1900/2100 MHz                                                     |
| HSDPA                   | 10,2 Mbit/s                                                                    |
| HSUPA                   | 2,0 Mbit/s                                                                     |
| GPRS                    | Ano                                                                            |
| EDGE                    | Ano                                                                            |
| WCDMA                   | Ano                                                                            |
| Procesor                | ARM1176 680 MHz                                                                |
| Displej                 | 4palcový kapacitní dotykový AMOLED, 16 milionů barev, 640 × 360 pixel (16 : 9) |
| Hlavní fotoaparát       | 8megapixelový fotoaparát, dvoudidodový blesk, optika Carl Zeiss, geotagging    |
| Nahrávání videa         | HD 720p; 25 fps                                                                |
| Webový prohlížeč        | Ano                                                                            |
| Multimediální zprávy    | Ano                                                                            |
| Video hovory            | Ano                                                                            |
| Podpora Javy            | Ano                                                                            |
| Paměť RAM               | 256 MB                                                                         |
| Paměť ROM               | 1 GB                                                                           |
| Uživatelská paměť       | 350 MB                                                                         |
| Slot na paměťové karty  | Ano, microSDHC (až 32 GB)                                                      |
| Bluetooth               | 3.0                                                                            |
| Podpora datového kabelu | Ano                                                                            |
| TV výstup               | Ano                                                                            |
| E-mail klient           | Ano                                                                            |
| A-GPS                   | Ano                                                                            |
| Baterie                 | 1300 mAh; nevyměnitelná                                                        |
| Hovorový čas (GSM/3G)   | 390 minut                                                                      |
| Váha                    | 145 gramů                                                                      |
| Rozměry                 | 120 × 63 × 11,9 mm                                                             |